# Ignacio Santibáñez

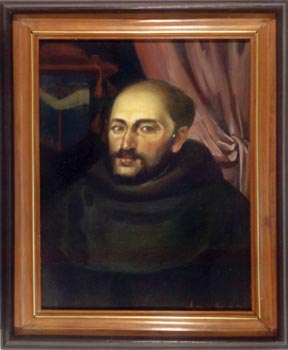
Ignacio Santibáñez

Ignacio Santibáñez (? - 14 augustus 1598) was een Spaans rooms-katholiek geestelijke. Santibáñez was de eerste aartsbisschop van aartsbisdom Manilla.
Op 14 augustus 1595, op dezelfde dag dat het bisdom Manilla tot aartsbisdom verheven werd, werd Ignacio Santibáñez benoemd tot aartsbisschop van Manilla. Na zijn benoeming vertrok hij naar Nieuw-Spanje waar hij in 1596 tot aartsbisschop werd gewijd. Pas twee jaar later arriveerde hij in de Filipijnen, waar hij op 28 mei 1598 werd geïnstalleerd. Santibáñez trof bij zijn aankomst in de Filipijnse kolonie een verwaarloosd bisdom aan. In een brief aan de Spaanse koning Filips II gedateerd op 24 juni 1598 klaagde hij over een gebrek aan toewijding en interesse bij de leken. De nieuwe gouverneur, Francisco de Tello, was volgens de aartsbisschop corrupt, zondig en bestuurde de kolonie als een tiran en diende daarom vervangen te worden. De immigratie van Chinezen in het land beschouwde hij als desastreus en slecht voor het moreel van de lokale inwoners en moest een halt worden toegeroepen. Daarnaast moest de Inquisitie weer opnieuw ingesteld worden in Manilla. In een tweede brief van 26 juli 1598 klaagde hij opnieuw over de gouverneur-generaal en vroeg de koning of hij kon terugkeren naar Spanje, omdat hij onmogelijk samen met De Tello in de Filipijnen kon verblijven.
Voordat de Spaanse koning een antwoord op de brieven kon geven overleed Santibáñez echter.